# Karel X van Frankrijk
Karel X (Frans: Charles Philippe) (Versailles, 9 oktober 1757 — Gorizia, 6 november 1836), graaf van Artois, was koning van Frankrijk en Navarra van 16 september 1824 tot 2 augustus 1830. Hij was een jongere broer van de voormalige koningen Lodewijk XVI en Lodewijk XVIII. In ballingschap steunde hij Lodewijk XVIII en uiteindelijk volgde hij hem op. 
Aan zijn bijna zes jaar durende heerschappij kwam in 1830 door de Julirevolutie een einde. In plaats van de oudste tak van het Huis Bourbon werd Lodewijk Filips, hertog van Orléans, uit het Huis Bourbon-Orléans tot koning verkozen. Karel X werd opnieuw verbannen en stierf zes jaar na zijn afzetting in Gorizia (Italië), dat destijds in het keizerrijk Oostenrijk was gelegen.

## Jonge jaren
Karel Filips werd geboren op 9 oktober 1757 in het Kasteel van Versailles, dicht bij Parijs. Hij was de vijfde zoon van Lodewijk-Ferdinand, die op dat moment Dauphin van Frankrijk was, en diens tweede echtgenote Maria Josepha van Saksen. Hij was de jongste broer van Lodewijk XVI en van Lodewijk XVIII. Zijn grootouders aan vaderskant waren koning Lodewijk XV en diens echtgenote koningin Maria Leszczyńska. Zijn grootouders aan moederskant waren, koning Augustus III van Polen die ook keurvorst was van Saksen en diens echtgenote aartshertogin Maria Josepha, dochter van keizer Jozef I van het Heilige Roomse Rijk. 
Bij zijn geboorte kreeg Karel de titel graaf van Artois (Artesië). Toen Karel acht jaar oud was stierf zijn vader en nog geen twee jaar later ook zijn moeder. Karel en zijn broers werden na de dood van hun moeder opgevoed door hun grootmoeder, koningin Maria Leszczyńska, die stierf echter een jaar later in 1768. Na de dood van hun grootmoeder werd de verdere opvoeding verzorgd door hun tantes: Adélaïde, Victoire, Sophie en Louise Marie. Tijdens de regering van zijn oudste broer, koning Lodewijk XVI, was hij de vierde in lijn van de troonopvolging. Boven hem stonden Lodewijk Jozef (oudste zoon van de koning), Lodewijk Karel (tweede zoon van de koning) en Karels oudere broer, Lodewijk, graaf van Provence. Nadat de graaf van Provence koning werd, als Lodewijk XVIII in 1814, werd Karel de nieuwe troonopvolger, en kreeg hij de titel Monsieur, de traditionele titel voor de oudste (maar wel jongere) broer van de koning.
Karel wordt omschreven als aantrekkelijk, hartelijk en een grappige verteller. Ondanks het feit dat hij een levensgenieter was, was hij ook een gelovig man. Hij had een sterk geloof in de Rooms-Katholieke Kerk, wat een sterke gehechtheid bevorderde tussen hem en zijn jongere zuster, Madame Elisabeth. Karel woonde de Franse en Spaanse belegering van Gibraltar bij als toeschouwer 1782.

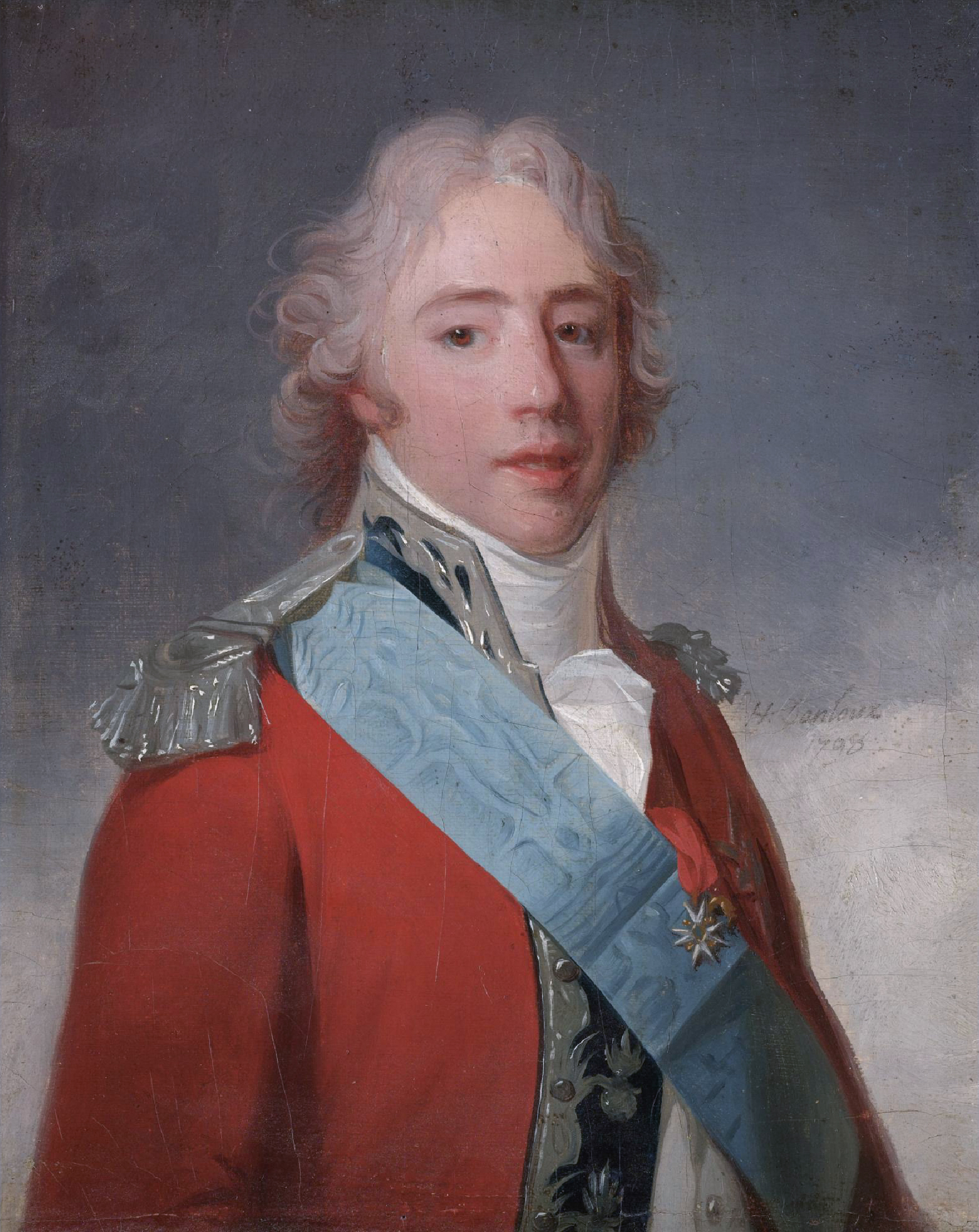
Karel Philips, graaf van Artesië (1798)

Als jonge prins stond hij bekend als een rokkenjager, populair, goed gemanierd en vermakelijk. Hij kreeg een sterke band met zijn schoonzus, Marie Antoinette van Oostenrijk. De relatie tussen de twee werd zo hecht dat er werd geroddeld dat Karel haar zou hebben verleid. Karel werd toegelaten tot de vriendengroep van Marie Antoinette en verscheen vaak aan haar zijde en in haar privétheater, Petit Trianon. Er werd van beiden gezegd dat ze graag als amateur acteerden, waarbij Marie Antoinette rollen speelde als melkmeisje, schaapherder en boerenvrouw. Karel speelde rollen als minnaar, lijfknecht en boer. Een beroemd verhaal waarin de twee een rol speelden was de bouw van het Chateau de Bagatelle. 
In 1775 kocht Karel een klein jachtkasteel in het Bois de Boulogne. Hij had plannen om het bestaande chateau te slopen en er een nieuw voor in de plaats te zetten. Marie Antoinette ging een weddenschap aan met Karel dat het nieuwe chateau niet binnen drie maanden af kon zijn. Karel nam de architect François-Joseph Bélanger, die een specialist was op het gebied van neoclassicisme, aan om het nieuwe chateau te ontwerpen. Karel won de weddenschap. Bélanger kon in drieënzestig dagen het chateau afmaken. Er zijn berekeningen gedaan dat het project, inclusief tuinen, meer dan twee miljoen livres heeft gekost.
Karel werd beschouwd als het knapste familielid van de koninklijke familie en had talrijke affaires. De graaf van Hezecques heeft gezegd: “maar weinig vrouwen konden hem weerstaan”. Later begon hij een levenslange liefdesrelatie met de beeldschone Louise de Polastron (1764-1804). Zij was de schoonzuster van Marie Antoinettes vriendin, de hertogin van Polignac. Madame de Polastron bleef haar hele leven bij Karel.

## Huwelijk
Op 16 november 1773 trouwde Karel met Maria Theresia, prinses van Sardinië en Piedmont. Zij was de derde dochter van Victor Amadeus III van Sardinië. Karel werd voor het eerst vader in 1775. Zijn favoriete zoon was zijn jongste, Karel Ferdinand, hertog van Berry, die het meest in uiterlijk en persoonlijkheid op zijn vader leek. De relatie met zijn oudste zoon, Lodewijk Anton, hertog van Angoulême, was geforceerd. Lodewijk Anton was stil, slap en een in zichzelf gesloten liberale man met een nerveus karakter.

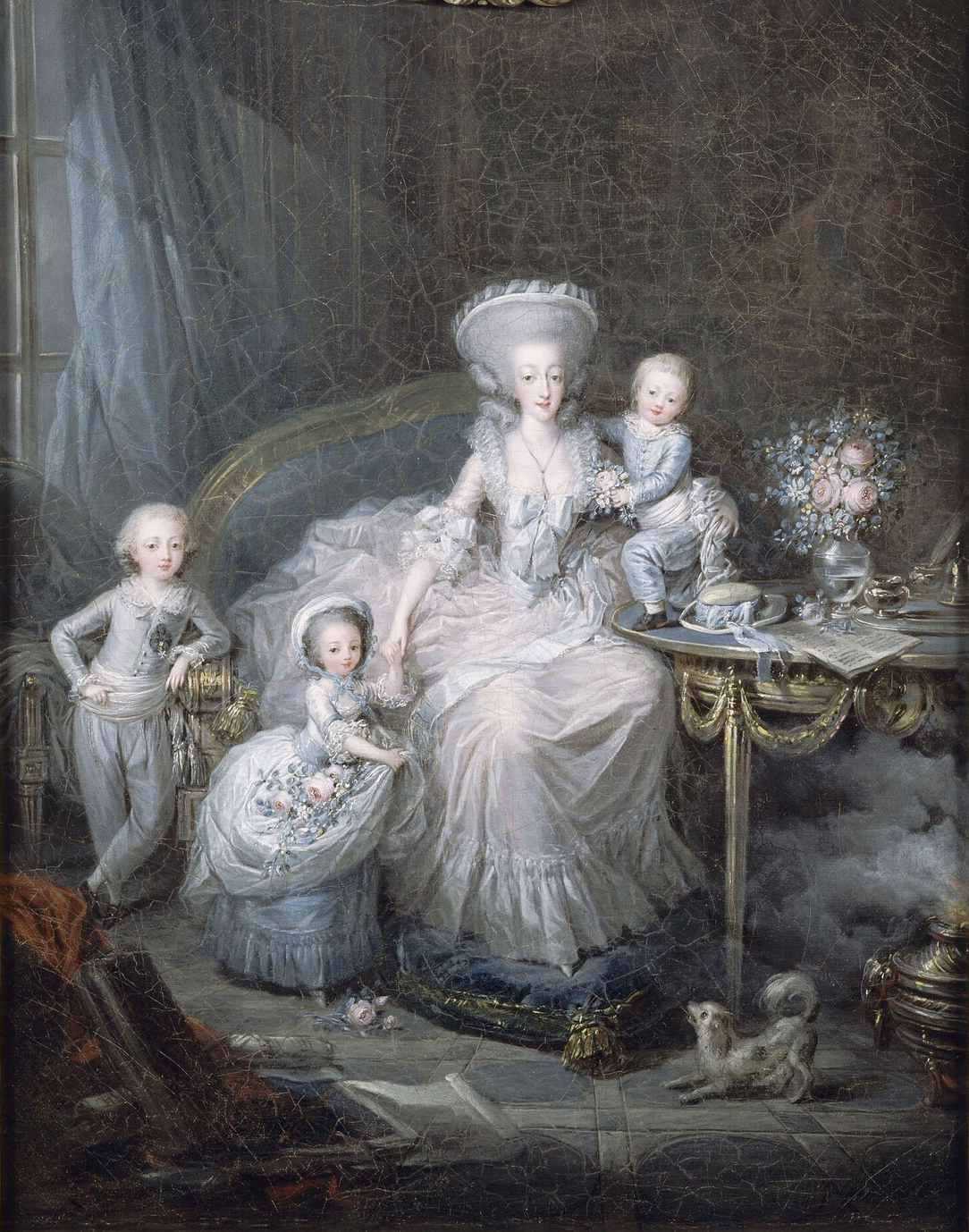
Karels vrouw en zijn oudste drie kinderen. Van links naar rechts: Lodewijk Anton, Sophie, Maria Theresia en Karel Ferdinand.

Als graaf van Artois oefende hij al vóór de Revolutie een noodlottige invloed uit op Lodewijk XVI, door zijn verzet tegen minister Jacques Necker (die voorstelde dat de Derde Stand in de Staten-Generaal een dubbele vertegenwoordiging zou krijgen, maar zijn visie niet kon doorzetten dat er hoofdelijk in plaats van per stand zou worden gestemd).

## Kinderen
- Lodewijk Anton, hertog van Angoulême, (6 augustus 1775 - 3 juni 1844), gedurende 20 minuten troonopvolger als Lodewijk XIX. Trad in het huwelijk met zijn nicht, de dochter van koning Lodewijk XVI, Marie Thérèse Charlotte van Frankrijk.
- Sophie (5 augustus 1776 - 5 december 1783).
- Karel Ferdinand, hertog van Berry, (24 januari 1778 - 13 februari 1820), trad in het huwelijk met prinses Maria Carolina van Bourbon-Sicilië, werd in 1820 vermoord door een republikein.[1]
- Marie Thérèse (6 januari 1783 - 22 juni 1783).

## Revolutie en ballingschap
Op 14 juli 1789, werd de Bastille bestormd en was de Franse Revolutie een feit. Karel werd op 17 juli van datzelfde jaar door zijn broer Frankrijk uitgestuurd. Koning Lodewijk, die inzag dat Karel een gevaar voor de monarchie was vanwege zijn conservatieve houding, was bang dat Karel het slachtoffer zou worden van een moordaanslag. Lodewijk had ook het idee om van Karel zijn vertegenwoordiger te maken. Op 17 juli week Karel reeds uit, en begon vanuit het buitenland heftig tegen de revolutie te agiteren, hetgeen de zaak van zijn broer veel schade toebracht. Karel vestigde zich eerst in Duitsland en later in Italië. 
Karel vreesde dat zijn oudere broer, de graaf van Provence, een compromis wilde maken met de revolutionairen en de monarchie zou verraden. Hij nam een desastreuze beslissing door de staatsman Charles Alexandre de Calonne in zijn raad op te nemen. Dit beledigde Marie Antoinette weer, en betekende het einde van hun diepe vriendschap. Hij werd achtergelaten met een schuldgevoel in 1793 toen Marie Antoinette werd geëxecuteerd. Karels grootste buitenlandse bondgenoot was Catharina II, keizerin van Rusland. De graaf van Artois emigreerde later naar Engeland, waar koning George III hem toestemming gaf om te wonen op Holyrood Palace, een koninklijk paleis in Edinburgh. In 1795 probeerde hij vruchteloos, geruggensteund door een Engels leger, Frankrijk binnen te vallen via het eiland Yeu. Hij moest echter wachten tot de val van Napoleon, vooraleer hij met het geallieerde leger opnieuw het Franse territorium kon betreden. 
Karels oudste zoon, de hertog van Angoulême, trouwde in 1799 met zijn nicht Marie Thérèse Charlotte van Frankrijk, het enige overlevende kind van Lodewijk XVI en Marie Antoinette. Karels tweede zoon, de hertog van Berry, trouwde rond 1801 in het geheim met de Engelse protestantse burger, Amy Brown. Toen het huwelijk bekend werd, werd het waarschijnlijk door Karel geannuleerd. In 1816 trouwde de hertog van Berry met Caroline Ferdinande Louise, oudste dochter uit het eerste huwelijk van koning Frans I der Beide Siciliën. Uit het huwelijk van de hertog van Berry kwam Henri d'Artois voort, die later onder de naam koning Hendrik V bekend zou worden als de Franse legitimistische troonpretendent.

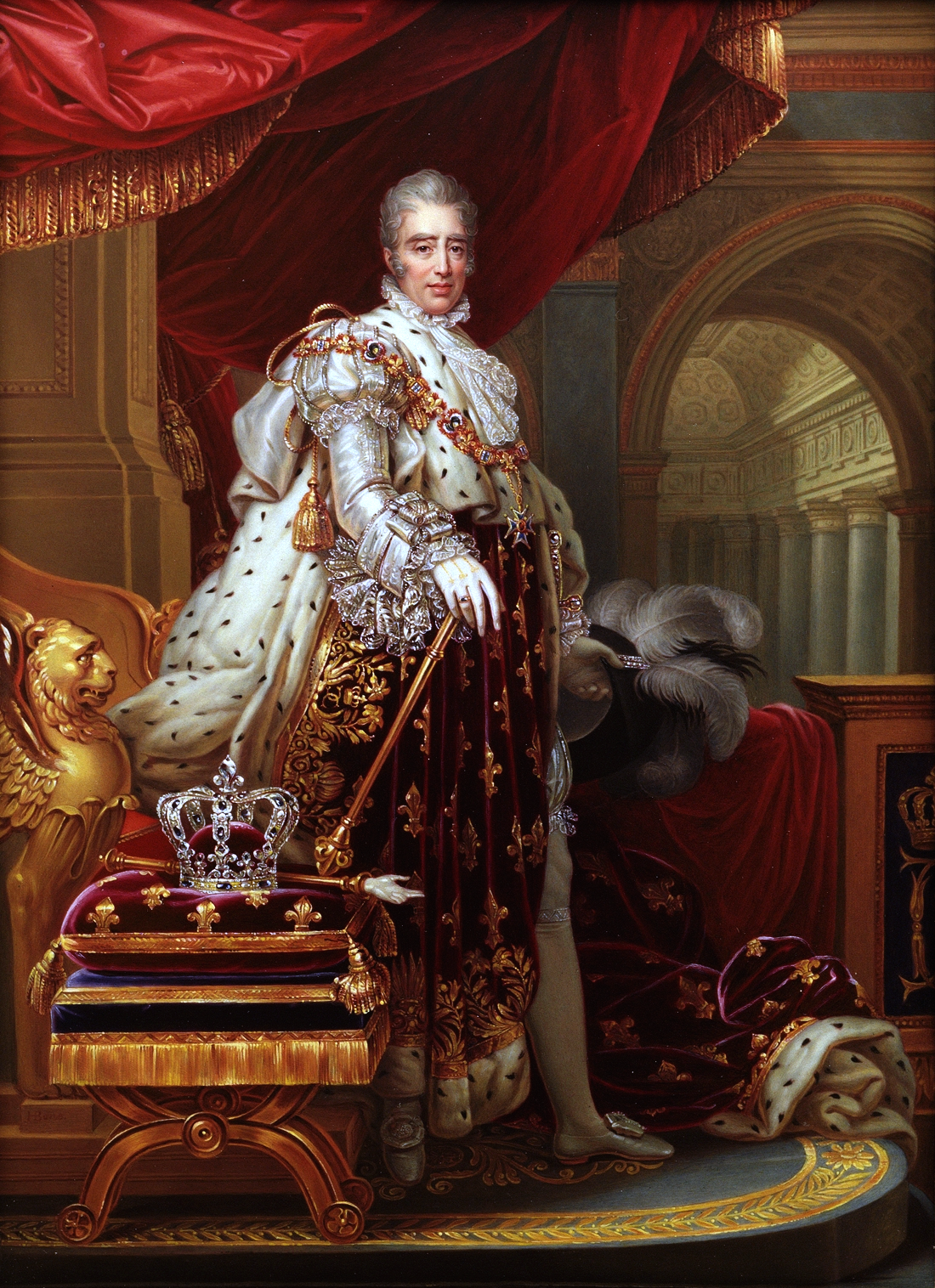
Koning Karel X van Frankrijk

## Restauratie
Na een kortstondig regentschap in 1814, was hij tijdens de regering van Lodewijk XVIII de drijvende kracht achter de ultrareactionairen. Nadat hij in 1824 zijn broer was opgevolgd, liet hij zich op 29 mei 1825 te Reims zalven tijdens een indrukwekkende plechtigheid volgens de middeleeuwse tradities, en regeerde daarna als een autoritair vorst, met de steun van hoge adel en hoge geestelijkheid, alsof er nooit een revolutie had bestaan. Met een paar antiliberale wetten probeerde hij het ancien régime te herstellen, maar kwam daarbij in botsing met de Kamer en met de Parijzenaars.

## Troonafstand
Zijn benoeming van de ultra-royalistische prins de Polignac tot eerste minister (in augustus 1829) was een regelrechte uitdaging aan de liberale Kamermeerderheid. In plaats van toe te geven, verstarde Polignac nog in zijn houding; zonder goedkeuring van de Kamer vaardigde hij zijn Ordonnanties van 26 juli uit. Deze schending van de grondwet betekende zonder meer een staatsgreep, waarop dan ook onvermijdelijk de Julirevolutie volgde, die de koning binnen drie dagen tot troonsafstand dwong (31 juli 1830). Karel X tekende op 2 augustus zijn abdicatie, samen met zijn zoon Lodewijk Anton, en vluchtte naar het buitenland. Hij vestigde zich achtereenvolgens in Schotland, Praag, en uiteindelijk op Palazzo Lantieri in Gorizia (Illyrië) waar hij overleed aan cholera. Zijn stoffelijk overschot werd bijgezet in het klooster Kostanjevica dat sinds 1948 in Nova Gorica ligt.
Zijn belangrijkste fout was dat hij de absolute monarchie wilde herstellen, en daarmee aantoonde alle voeling met de historische realiteit te zijn kwijtgeraakt.

## Trivia
- Karel X kreeg in 1827 de giraf Zarafa als relatiegeschenk van Mohammed Ali van Egypte.

## Kwartierstaat (voorouders)
| Lodewijk van Frankrijk (1682-1712) | Lodewijk van Frankrijk (1682-1712) | Lodewijk van Frankrijk (1682-1712) | Lodewijk van Frankrijk (1682-1712) | Lodewijk van Frankrijk (1682-1712)    | Lodewijk van Frankrijk (1682-1712)    | Maria Adelheid van Savoye (1685-1712) | Maria Adelheid van Savoye (1685-1712) | Maria Adelheid van Savoye (1685-1712)  | Maria Adelheid van Savoye (1685-1712)  | Maria Adelheid van Savoye (1685-1712)  | Maria Adelheid van Savoye (1685-1712)  |                                        |                                        | Stanislaus Leszczyński (1677-1766) | Stanislaus Leszczyński (1677-1766) | Stanislaus Leszczyński (1677-1766)       | Stanislaus Leszczyński (1677-1766)       | Stanislaus Leszczyński (1677-1766)       | Stanislaus Leszczyński (1677-1766)       | Catharina Opalińska (1680-1747)          | Catharina Opalińska (1680-1747)          | Catharina Opalińska (1680-1747) | Catharina Opalińska (1680-1747) | Catharina Opalińska (1680-1747)   | Catharina Opalińska (1680-1747)   |                                   |                                   | August II van Polen (1670-1733)   | August II van Polen (1670-1733)   | August II van Polen (1670-1733) | August II van Polen (1670-1733) | August II van Polen (1670-1733)     | August II van Polen (1670-1733)     | Christiane Eberhardine van Brandenburg-Bayreuth (1671-1727) | Christiane Eberhardine van Brandenburg-Bayreuth (1671-1727) | Christiane Eberhardine van Brandenburg-Bayreuth (1671-1727) | Christiane Eberhardine van Brandenburg-Bayreuth (1671-1727) | Christiane Eberhardine van Brandenburg-Bayreuth (1671-1727) | Christiane Eberhardine van Brandenburg-Bayreuth (1671-1727) |                                      |                                      | Jozef I van Oostenrijk (1678-1711)   | Jozef I van Oostenrijk (1678-1711)   | Jozef I van Oostenrijk (1678-1711)       | Jozef I van Oostenrijk (1678-1711)       | Jozef I van Oostenrijk (1678-1711)       | Jozef I van Oostenrijk (1678-1711)       | Amalia Wilhelmina van Brunswijk-Lüneburg (1673-1742)  | Amalia Wilhelmina van Brunswijk-Lüneburg (1673-1742)  | Amalia Wilhelmina van Brunswijk-Lüneburg (1673-1742)  | Amalia Wilhelmina van Brunswijk-Lüneburg (1673-1742)  | Amalia Wilhelmina van Brunswijk-Lüneburg (1673-1742)  | Amalia Wilhelmina van Brunswijk-Lüneburg (1673-1742)  |  |  |  |  |  |  |  |  |  |  |  |  |  |  |  |  |  |  |  |  |  |  |  |  |  |  |  |  |  |  |  |  |  |  |  |  |  |  |  |  |  |  |  |  |  |  |  |  |
| Lodewijk van Frankrijk (1682-1712) | Lodewijk van Frankrijk (1682-1712) | Lodewijk van Frankrijk (1682-1712) | Lodewijk van Frankrijk (1682-1712) | Lodewijk van Frankrijk (1682-1712)    | Lodewijk van Frankrijk (1682-1712)    | Maria Adelheid van Savoye (1685-1712) | Maria Adelheid van Savoye (1685-1712) | Maria Adelheid van Savoye (1685-1712)  | Maria Adelheid van Savoye (1685-1712)  | Maria Adelheid van Savoye (1685-1712)  | Maria Adelheid van Savoye (1685-1712)  |                                        |                                        | Stanislaus Leszczyński (1677-1766) | Stanislaus Leszczyński (1677-1766) | Stanislaus Leszczyński (1677-1766)       | Stanislaus Leszczyński (1677-1766)       | Stanislaus Leszczyński (1677-1766)       | Stanislaus Leszczyński (1677-1766)       | Catharina Opalińska (1680-1747)          | Catharina Opalińska (1680-1747)          | Catharina Opalińska (1680-1747) | Catharina Opalińska (1680-1747) | Catharina Opalińska (1680-1747)   | Catharina Opalińska (1680-1747)   |                                   |                                   | August II van Polen (1670-1733)   | August II van Polen (1670-1733)   | August II van Polen (1670-1733) | August II van Polen (1670-1733) | August II van Polen (1670-1733)     | August II van Polen (1670-1733)     | Christiane Eberhardine van Brandenburg-Bayreuth (1671-1727) | Christiane Eberhardine van Brandenburg-Bayreuth (1671-1727) | Christiane Eberhardine van Brandenburg-Bayreuth (1671-1727) | Christiane Eberhardine van Brandenburg-Bayreuth (1671-1727) | Christiane Eberhardine van Brandenburg-Bayreuth (1671-1727) | Christiane Eberhardine van Brandenburg-Bayreuth (1671-1727) |                                      |                                      | Jozef I van Oostenrijk (1678-1711)   | Jozef I van Oostenrijk (1678-1711)   | Jozef I van Oostenrijk (1678-1711)       | Jozef I van Oostenrijk (1678-1711)       | Jozef I van Oostenrijk (1678-1711)       | Jozef I van Oostenrijk (1678-1711)       | Amalia Wilhelmina van Brunswijk-Lüneburg (1673-1742)  | Amalia Wilhelmina van Brunswijk-Lüneburg (1673-1742)  | Amalia Wilhelmina van Brunswijk-Lüneburg (1673-1742)  | Amalia Wilhelmina van Brunswijk-Lüneburg (1673-1742)  | Amalia Wilhelmina van Brunswijk-Lüneburg (1673-1742)  | Amalia Wilhelmina van Brunswijk-Lüneburg (1673-1742)  |  |  |  |  |  |  |  |  |  |  |  |  |  |  |  |  |  |  |  |  |  |  |  |  |  |  |  |  |  |  |  |  |  |  |  |  |  |  |  |  |  |  |  |  |  |  |  |  |
|                                    |                                    |                                    |                                    |                                       |                                       |                                       |                                       |                                        |                                        |                                        |                                        |                                        |                                        |                                    |                                    |                                          |                                          |                                          |                                          |                                          |                                          |                                 |                                 |                                   |                                   |                                   |                                   |                                   |                                   |                                 |                                 |                                     |                                     |                                                             |                                                             |                                                             |                                                             |                                                             |                                                             |                                      |                                      |                                      |                                      |                                          |                                          |                                          |                                          |                                                       |                                                       |                                                       |                                                       |                                                       |                                                       |  |  |  |  |  |  |  |  |  |  |  |  |  |  |  |  |  |  |  |  |  |  |  |  |  |  |  |  |  |  |  |  |  |  |  |  |  |  |  |  |  |  |  |  |  |  |  |  |
|                                    |                                    |                                    |                                    | Lodewijk XV van Frankrijk (1710-1774) | Lodewijk XV van Frankrijk (1710-1774) | Lodewijk XV van Frankrijk (1710-1774) | Lodewijk XV van Frankrijk (1710-1774) | Lodewijk XV van Frankrijk (1710-1774)  | Lodewijk XV van Frankrijk (1710-1774)  |                                        |                                        |                                        |                                        |                                    |                                    | Maria Leszczyńska (1703-1768)            | Maria Leszczyńska (1703-1768)            | Maria Leszczyńska (1703-1768)            | Maria Leszczyńska (1703-1768)            | Maria Leszczyńska (1703-1768)            | Maria Leszczyńska (1703-1768)            |                                 |                                 |                                   |                                   |                                   |                                   |                                   |                                   |                                 |                                 | August III van Polen (1696-1763)    | August III van Polen (1696-1763)    | August III van Polen (1696-1763)                            | August III van Polen (1696-1763)                            | August III van Polen (1696-1763)                            | August III van Polen (1696-1763)                            |                                                             |                                                             |                                      |                                      |                                      |                                      | Maria Josepha van Oostenrijk (1699-1757) | Maria Josepha van Oostenrijk (1699-1757) | Maria Josepha van Oostenrijk (1699-1757) | Maria Josepha van Oostenrijk (1699-1757) | Maria Josepha van Oostenrijk (1699-1757)              | Maria Josepha van Oostenrijk (1699-1757)              |                                                       |                                                       |                                                       |                                                       |  |  |  |  |  |  |  |  |  |  |  |  |  |  |  |  |  |  |  |  |  |  |  |  |  |  |  |  |  |  |  |  |  |  |  |  |  |  |  |  |  |  |  |  |  |  |  |  |
|                                    |                                    |                                    |                                    | Lodewijk XV van Frankrijk (1710-1774) | Lodewijk XV van Frankrijk (1710-1774) | Lodewijk XV van Frankrijk (1710-1774) | Lodewijk XV van Frankrijk (1710-1774) | Lodewijk XV van Frankrijk (1710-1774)  | Lodewijk XV van Frankrijk (1710-1774)  |                                        |                                        |                                        |                                        |                                    |                                    | Maria Leszczyńska (1703-1768)            | Maria Leszczyńska (1703-1768)            | Maria Leszczyńska (1703-1768)            | Maria Leszczyńska (1703-1768)            | Maria Leszczyńska (1703-1768)            | Maria Leszczyńska (1703-1768)            |                                 |                                 |                                   |                                   |                                   |                                   |                                   |                                   |                                 |                                 | August III van Polen (1696-1763)    | August III van Polen (1696-1763)    | August III van Polen (1696-1763)                            | August III van Polen (1696-1763)                            | August III van Polen (1696-1763)                            | August III van Polen (1696-1763)                            |                                                             |                                                             |                                      |                                      |                                      |                                      | Maria Josepha van Oostenrijk (1699-1757) | Maria Josepha van Oostenrijk (1699-1757) | Maria Josepha van Oostenrijk (1699-1757) | Maria Josepha van Oostenrijk (1699-1757) | Maria Josepha van Oostenrijk (1699-1757)              | Maria Josepha van Oostenrijk (1699-1757)              |                                                       |                                                       |                                                       |                                                       |  |  |  |  |  |  |  |  |  |  |  |  |  |  |  |  |  |  |  |  |  |  |  |  |  |  |  |  |  |  |  |  |  |  |  |  |  |  |  |  |  |  |  |  |  |  |  |  |
|                                    |                                    |                                    |                                    |                                       |                                       |                                       |                                       |                                        |                                        | Lodewijk van Frankrijk (1729-1765)     | Lodewijk van Frankrijk (1729-1765)     | Lodewijk van Frankrijk (1729-1765)     | Lodewijk van Frankrijk (1729-1765)     | Lodewijk van Frankrijk (1729-1765) | Lodewijk van Frankrijk (1729-1765) |                                          |                                          |                                          |                                          |                                          |                                          |                                 |                                 |                                   |                                   |                                   |                                   |                                   |                                   |                                 |                                 |                                     |                                     |                                                             |                                                             |                                                             |                                                             | Maria Josepha van Saksen (1731-1767)                        | Maria Josepha van Saksen (1731-1767)                        | Maria Josepha van Saksen (1731-1767) | Maria Josepha van Saksen (1731-1767) | Maria Josepha van Saksen (1731-1767) | Maria Josepha van Saksen (1731-1767) |                                          |                                          |                                          |                                          |                                                       |                                                       |                                                       |                                                       |                                                       |                                                       |  |  |  |  |  |  |  |  |  |  |  |  |  |  |  |  |  |  |  |  |  |  |  |  |  |  |  |  |  |  |  |  |  |  |  |  |  |  |  |  |  |  |  |  |  |  |  |  |
|                                    |                                    |                                    |                                    |                                       |                                       |                                       |                                       |                                        |                                        | Lodewijk van Frankrijk (1729-1765)     | Lodewijk van Frankrijk (1729-1765)     | Lodewijk van Frankrijk (1729-1765)     | Lodewijk van Frankrijk (1729-1765)     | Lodewijk van Frankrijk (1729-1765) | Lodewijk van Frankrijk (1729-1765) |                                          |                                          |                                          |                                          |                                          |                                          |                                 |                                 |                                   |                                   |                                   |                                   |                                   |                                   |                                 |                                 |                                     |                                     |                                                             |                                                             |                                                             |                                                             | Maria Josepha van Saksen (1731-1767)                        | Maria Josepha van Saksen (1731-1767)                        | Maria Josepha van Saksen (1731-1767) | Maria Josepha van Saksen (1731-1767) | Maria Josepha van Saksen (1731-1767) | Maria Josepha van Saksen (1731-1767) |                                          |                                          |                                          |                                          |                                                       |                                                       |                                                       |                                                       |                                                       |                                                       |  |  |  |  |  |  |  |  |  |  |  |  |  |  |  |  |  |  |  |  |  |  |  |  |  |  |  |  |  |  |  |  |  |  |  |  |  |  |  |  |  |  |  |  |  |  |  |  |
|                                    |                                    |                                    |                                    |                                       |                                       |                                       |                                       |                                        |                                        |                                        |                                        |                                        |                                        |                                    |                                    |                                          |                                          |                                          |                                          |                                          |                                          |                                 |                                 |                                   |                                   |                                   |                                   |                                   |                                   |                                 |                                 |                                     |                                     |                                                             |                                                             |                                                             |                                                             |                                                             |                                                             |                                      |                                      |                                      |                                      |                                          |                                          |                                          |                                          |                                                       |                                                       |                                                       |                                                       |                                                       |                                                       |  |  |  |  |  |  |  |  |  |  |  |  |  |  |  |  |  |  |  |  |  |  |  |  |  |  |  |  |  |  |  |  |  |  |  |  |  |  |  |  |  |  |  |  |  |  |  |  |
|                                    |                                    |                                    |                                    |                                       |                                       |                                       |                                       |                                        |                                        |                                        |                                        |                                        |                                        |                                    |                                    |                                          |                                          |                                          |                                          |                                          |                                          |                                 |                                 |                                   |                                   |                                   |                                   |                                   |                                   |                                 |                                 |                                     |                                     |                                                             |                                                             |                                                             |                                                             |                                                             |                                                             |                                      |                                      |                                      |                                      |                                          |                                          |                                          |                                          |                                                       |                                                       |                                                       |                                                       |                                                       |                                                       |  |  |  |  |  |  |  |  |  |  |  |  |  |  |  |  |  |  |  |  |  |  |  |  |  |  |  |  |  |  |  |  |  |  |  |  |  |  |  |  |  |  |  |  |  |  |  |  |
| Lodewijk van Frankrijk (1751-1761) | Lodewijk van Frankrijk (1751-1761) | Lodewijk van Frankrijk (1751-1761) | Lodewijk van Frankrijk (1751-1761) | Lodewijk van Frankrijk (1751-1761)    | Lodewijk van Frankrijk (1751-1761)    |                                       |                                       | Lodewijk XVI van Frankrijk (1754-1793) | Lodewijk XVI van Frankrijk (1754-1793) | Lodewijk XVI van Frankrijk (1754-1793) | Lodewijk XVI van Frankrijk (1754-1793) | Lodewijk XVI van Frankrijk (1754-1793) | Lodewijk XVI van Frankrijk (1754-1793) |                                    |                                    | Lodewijk XVIII van Frankrijk (1755-1824) | Lodewijk XVIII van Frankrijk (1755-1824) | Lodewijk XVIII van Frankrijk (1755-1824) | Lodewijk XVIII van Frankrijk (1755-1824) | Lodewijk XVIII van Frankrijk (1755-1824) | Lodewijk XVIII van Frankrijk (1755-1824) |                                 |                                 | Karel X van Frankrijk (1757-1836) | Karel X van Frankrijk (1757-1836) | Karel X van Frankrijk (1757-1836) | Karel X van Frankrijk (1757-1836) | Karel X van Frankrijk (1757-1836) | Karel X van Frankrijk (1757-1836) |                                 |                                 | Clothilde van Frankrijk (1759-1802) | Clothilde van Frankrijk (1759-1802) | Clothilde van Frankrijk (1759-1802)                         | Clothilde van Frankrijk (1759-1802)                         | Clothilde van Frankrijk (1759-1802)                         | Clothilde van Frankrijk (1759-1802)                         |                                                             |                                                             | Elisabeth van Frankrijk (1764-1794)  | Elisabeth van Frankrijk (1764-1794)  | Elisabeth van Frankrijk (1764-1794)  | Elisabeth van Frankrijk (1764-1794)  | Elisabeth van Frankrijk (1764-1794)      | Elisabeth van Frankrijk (1764-1794)      |                                          |                                          | 2 jong overleden meisjes en 1 jong overleden jongetje | 2 jong overleden meisjes en 1 jong overleden jongetje | 2 jong overleden meisjes en 1 jong overleden jongetje | 2 jong overleden meisjes en 1 jong overleden jongetje | 2 jong overleden meisjes en 1 jong overleden jongetje | 2 jong overleden meisjes en 1 jong overleden jongetje |  |  |  |  |  |  |  |  |  |  |  |  |  |  |  |  |  |  |  |  |  |  |  |  |  |  |  |  |  |  |  |  |  |  |  |  |  |  |  |  |  |  |  |  |  |  |  |  |

- Bibsys: 98001844
- Biblioteca Nacional de España: XX5146236
- Bibliothèque nationale de France: cb12175467n (data)
- Catàleg d'autoritats de noms i títols de Catalunya: 981058614934106706
- CiNii: DA15328051
- Gemeinsame Normdatei: 118776770
- International Standard Name Identifier: 0000 0001 2321 3496
- Library of Congress Control Number: n84200136
- Nationale Bibliotheek van Tsjechië: xx0005111
- Nationale bibliotheek van Australië: 35134821
- Nationale Bibliotheek van Israël: 987007259759805171
- Nationale Bibliotheek van Polen: a0000001222613
- Nederlandse Thesaurus van Auteursnamen: 070397376
- RKD-Nederlands Instituut voor Kunstgeschiedenis: 439810
- Istituto Centrale per il Catalogo Unico: AUFV000393
- LIBRIS: 212269
- Système universitaire de documentation: 027285693
- Museum of New Zealand Te Papa Tongarewa: 67192
- Trove: 837303
- Union List of Artist Names: 500122372
- Virtual International Authority File: 96583780
- WorldCat: E39PBJvHcKDqhRjfpWwRHpvfv3